# Oreophryne cameroni
Oreophryne cameroni es una especie de anfibio anuro de la familia Microhylidae.

## Distribución geográfica
Esta especie es endémica de Papua Nueva Guinea. Habita entre los 550 y 850 m de altitud:
- en las montañas Adelbert en la provincia de Madang;
- en las montañas Torricelli en la provincia de Sandaun.[2]

## Descripción
Los 3 machos adultos observados en la descripción original miden de 19.5 mm a 20.4 mm.

## Etimología
Esta especie lleva el nombre en honor a H. Don Cameron.

## Publicación original
- Kraus, 2013 : Three new species of Oreophryne (Anura, Microhylidae) from Papua New Guinea. ZooKeys, n.º 333, p. 93–121[3]